# Aeroporto di Blagoveščensk-Ignat'evo
L'aeroporto di Blagoveščensk-Ignat'evo è un aeroporto civile situato a 20 km a nord-ovest dalla città di Blagoveščensk nell'Oblast' di Amur in Russia, a pochi chilometri dal confine con la Cina nei pressi del fiume Amur.

## Strategia
L'aeroporto di Blagoveščensk è il principale aeroporto internazionale nell'Oblast' di Amur in Russia ed è lo scalo aeroportuale per raggiungere il Cosmodromo di Vostočnyj.

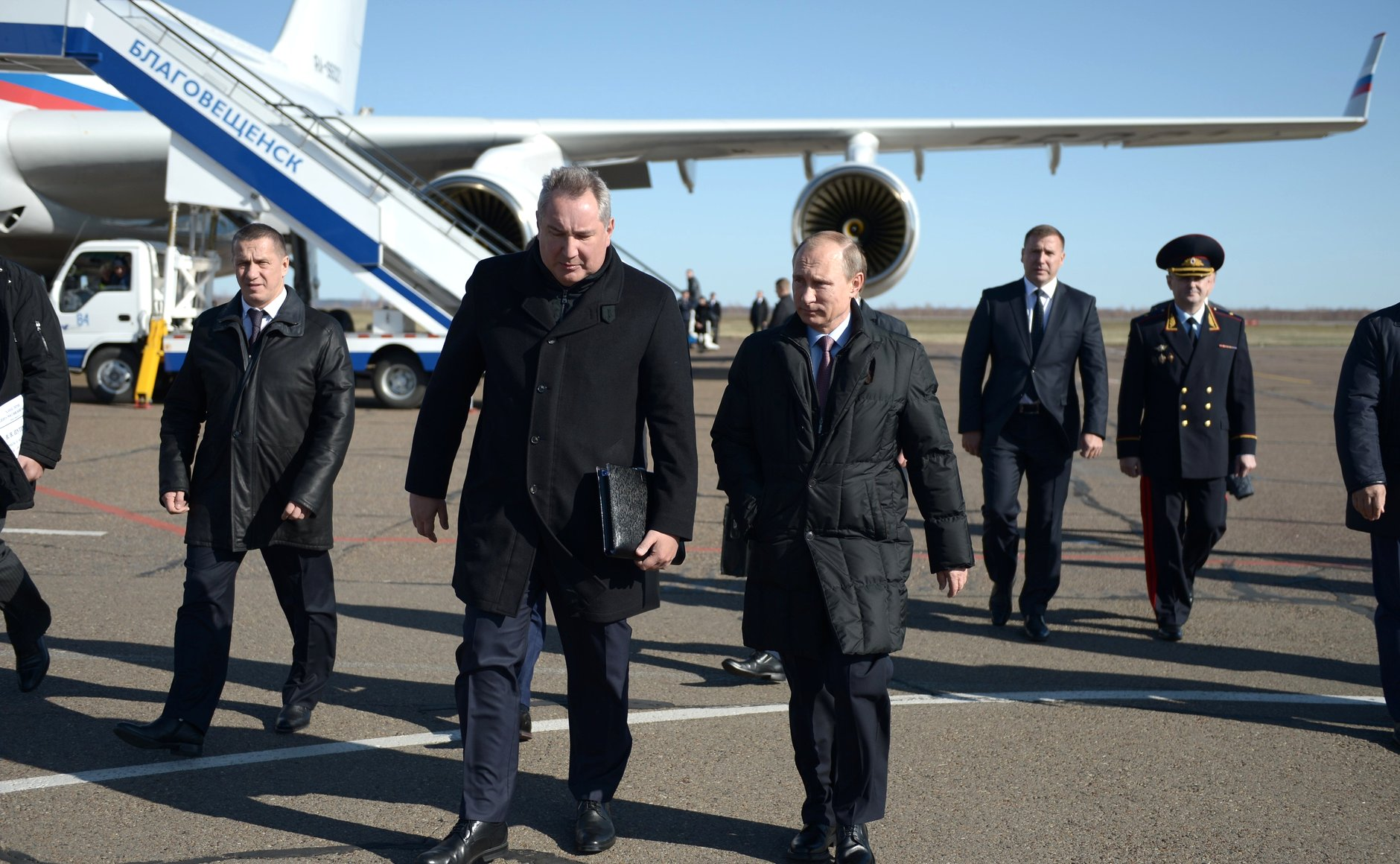
Il Presidente della Russia Vladimir Putin in arrivo all'aeroporto Ignat'evo durante la visita del Cosmodromo di Vostočnyj nel 2015.

## Posizione geografica
L'aeroporto si trova nelle vicinanze della rotta aerea internazionale tra la Cina e la Russia e la torre di controllo aeroportuale gestisce ogni anno 2 000 aerei in transito.

## Storia
1962 - l'apertura dell'aeroporto Ignat'evo con la prima pista attiva di 1800 m.
1982 - la ricostruzione del Terminal Passeggeri dell'aeroporto Ignat'evo e l'ampliamento della pista aeroportuale fino a 2800 m.
Nel 2007 è stata ricostruita l'attuale pista aeroportuale per poter ospitare gli aerei secondo gli standard di sicurezza dell'ICAO.
2013 - nel periodo gennaio - luglio 2013 all'aeroporto Ignat'evo sono transitati 164,192 di passeggeri, il 32,7% in più rispetto allo stesso periodo dell'anno precedente.
Nel 2015 è stato approvato il progetto di ampliamento del Terminal Passeggeri dell'aeroporto di Blagoveščensk di 5460 metri quadri per raddoppiare la capacità del transito di passeggeri soprattutto sulle linee aeree internazionali.
Nel 2015 è stato approvato il progetto di costruzione della seconda pista attiva di classe A di 3500 m per permettere gli atterraggi/decolli di tutti tipi degli aerei. Inoltre è stata annunciata la costruzione di nuovi parcheggi per gli aerei e del Terminal Cargo con la capacità 10 000 t di merce all'anno.
Entro il 2018 è prevista la costruzione del nuovo Terminal Passeggeri Internazionale con la capacità di 300 passeggeri/ora, l'ampliamento dei parcheggi aeroportuali per gli aerei di grandi dimensioni.

## Dati tecnici
L'aeroporto dispone di una pista attiva asfaltata di classe B di 2800 m х 42 m. Il peso massimo al decollo dalla pista d'inverno è di 195 t, d'estate è di 100 t.
L'aeroporto è stato attrezzato per l'atterraggio/decollo dei seguenti tipi di aereo: Airbus A320, Boeing 737, Boeing 757-200, Ilyushin Il-18, Ilyushin Il-76, Antonov An-2, Antonov An-8, Antonov An-12, Antonov An-24, Antonov An-26, Antonov An-28, Antonov An-30, Antonov An-74, Tupolev Tu-134, Tupolev Tu-154, Tupolev Tu-204, Yakovlev Yak-40, Yakovlev Yak-42, Let L-410 e degli elicotteri: Mil Mi-2, Mil Mi-6, Mil Mi-8, Mil Mi-26.
Il parcheggio aeromobili può ospitare fino a 44 aerei.

## Scalo d'emergenza ETOPS
L'aeroporto di Blagoveščensk è uno scalo d'emergenza (in inglese: Diversion airport), per gli aerei con due motori (in inglese: Twinjet) (Airbus A300, Airbus A310, Airbus A330, Boeing 757, Boeing 767, Boeing 777, Gulfstream V G500/G550, Gulfstream IV G350/G450) che compiono le rotte transcontinentali transpolari № 3 e № 4 dall'Asia (Hong Kong, Nuova Delhi) per America del Nord (Chicago, New York, Vancouver). Secondo la regola ETOPS in ogni momento del volo di un aereo bimotore nel raggio di 180-207 minuti devono essere gli aeroporti d'emergenza, gli aeroporti russi di Blagoveščensk, Čul'man, Salechard, Chatanga, Pevek, Poljarnyj, Jakutsk, Mirnyj, Bratsk, Irkutsk, Noril'sk-Alykel', Tiksi fanno parte degli aeroporti d'emergenza per soddisfare i requisiti ETOPS.

## Collegamenti con Blagoveščensk
Il terminal aeroportuale si trova a 16 km dal centro cittadino ed è facilmente raggiungibile con la linea n.8 del trasporto pubblico, dalla fermata "Univermag" nel centro della città in 40-50 minuti. Anche l'autobus-navetta n.10, che pure parte dalla fermata "Univermag", raggiunge l'aeroporto in 30-35 minuti. I bambini sotto i 7 anni viaggiano gratis su tutte le linee del trasporto pubblico municipale.

## Servizi
Le strutture dell'aeroporto di Blagoveščensk-Ignat'evo comprendono:
- Accessibilità per portatori di handicap
- Ascensori
- Biglietteria con sportello
- Capolinea autolinee, taxi
- Bar e fast food
- Polizia di frontiera
- Dogana
- Ambulatorio medico e veterinario
- Banca e cambiavalute
- Edicola
- Sala d'attesa
- Servizi Igienici